# Albrycht Radziwiłł (1558–1592)
Albrecht a. Albrycht Radziwiłł herbu Trąby (ur. 1558, zm. 13 lipca 1592) – polsko-litewski możnowładca, tytularny książę; 1579–1586 marszałek nadworny litewski, 1589–1592 marszałek wielki litewski.
Był trzecim synem Mikołaja zw. Czarnym i Elżbiety Szydłowieckiej. Wychowany w wierze kalwińskiej, w 1574 przeszedł na katolicyzm. W 1568 starszy brat Mikołaj Krzysztof zw. Sierotką ustanowił ordynację dla dóbr rodowych, zabezpieczając jej nadmierny podział. W tym samym roku została ona zatwierdzona przez Sejm, a w imieniu małoletnich Alebrechta i Stanisława Piusa wystąpił gubernator szydłowiecki. W wyniku postanowień aktu fundacyjnego objął klucz klecki, stając się jego pierwszym ordynatem. W 1579 Stefan Batory przyznał mu urząd marszałka nadwornego. Zrzekł się go wobec otrzymania w 1589 od Zygmunta III lepszego stanowiska, marszałka wielkiego litewskiego.
Ożenił się z Anną Kettlerówną (ok. 1588), z którą miał czworo dzieci: córki Barbarę (1589–1614), wydaną za Mikołaja Kiszkę, Annę (1590–1606), Katarzynę (1590) i syna Jana Albrychta (1591–1626).